# Daniel Krause (Aktivist)

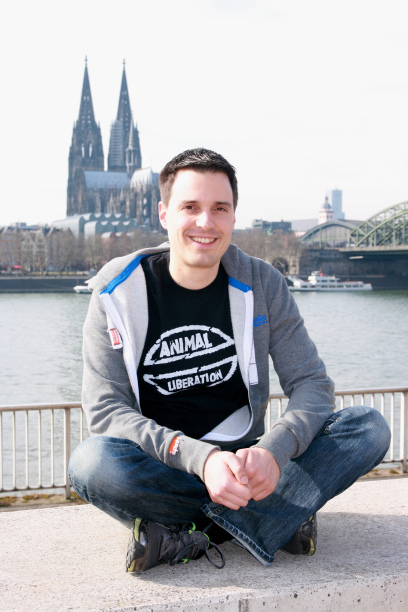
Daniel Krause, 2013

Daniel Krause  (* 6. Mai 1980 in Minden) ist ein deutscher politischer Aktivist, Autor und Lehrer. In den Jahren 2013 bis 2015 gewann er mehrere Gerichtsprozesse betreffend die Meinungsfreiheit von Beamten.

## Werdegang
Krause studierte an der Universität Münster die Fächer Deutsch, Sozialwissenschaften und Pädagogik auf Lehramt und wurde 2007 durch seinen Doktorvater, den als Religionskritiker bekannt gewordenen Soziologen Horst Herrmann, mit einer Dissertation über die Radiosendung Domian promoviert. Der Doktorgrad wurde ihm durch die Universität Münster wieder entzogen. Später wurde Krause Gymnasiallehrer im Schuldienst des Landes Nordrhein-Westfalen.
Krause engagierte sich religionskritisch im Rahmen säkular orientierter Verbände wie dem Freidenkerbund Österreichs oder dem Zentralrat der Ex-Muslime. Auf Veranstaltungen trat er als Redner gemeinsam mit bekannteren Islamkritikern wie Serap Cileli und Ahmad Mansour auf; zudem publizierte er als Buchautor und als Blogger. Im Jahr 2016 leitete er gemeinsam mit dem Theologen David Berger als dessen stellvertretender Chefredakteur das Magazin Gaystream.
Schulleiter beurteilten Krauses Eignung als Lehrer positiv, die Schulbehörde kritisierte jedoch seinen politischen Aktivismus. Zweimal wurde Krause deswegen vom Unterricht suspendiert, er gewann hiergegen beide Male vor Gericht.

## Positionen
Das Verwaltungsgericht Münster stufte Krauses politische Positionen als „links“ ein und folgte somit seiner eigenen Verortung.
Zwecks „Verteidigung von Frauenrechten, Kinderrechten, LGBT-Rechten und auch Tierrechten“ spricht sich Krause öffentlich gegen „sexistische, autoritäre, homophobe und auch speziesistische Einflüsse des Christentums und anderer Religionen“ aus. Sein Herz schlage seit seiner Jugend „säkular-humanistisch“, die Zeit bei seinem Doktorvater Horst Herrmann habe dieses akademisch unterfüttert und seine Entwicklung stark geprägt. Krause befürwortet „das uneingeschränkte Recht auf aktive Sterbehilfe und auch das uneingeschränkte Recht auf Abtreibung im Sinne der Selbstbestimmung über den eigenen Körper“.
Zentrales Wesensmerkmal von Christentum und Islam sei laut Krause der Totalitarismus, beide Religionen seien in dieser Ausrichtung mit dem Kommunismus und dem Nationalsozialismus vergleichbar. All diese Glaubenssysteme duldeten keinen Individualismus, Menschen seien „Opfertiere“ fürs Kollektiv. Hieraus speisten sich Sexismus und Homophobie, da individuelles Lustempfinden jedes Kollektiv unberechenbar mache. Im Totalitarismus dürfe Sexualität nur dazu dienen, „der Obrigkeit ein Kind zu schenken“, niemals als Ausdruck der Freude an sich selbst oder am Anderen.
Bezogen auf Schulunterricht spricht sich Krause ausdrücklich für Gender-Mainstreaming und die Thematisierung von Homosexualität und Transgeschlechtlichkeit aus. Er befürwortet rechtliche Schritte gegen Eltern, die sich diesem zu widersetzen versuchen. Inhalte des islamischen Religionsunterrichts in Nordrhein-Westfalen kritisiert er als „verfassungsfeindlich“, das Schulministerium missachte durch Einbeziehung radikaler muslimischer Verbände das Grundgesetz.

## Rechtliche Erfolge
In mehreren Gerichtsprozessen wehrte sich Krause erfolgreich gegen rechtliche Schritte seitens der Bezirksregierung Arnsberg. Verbunden war dieses mit öffentlichen Diskussionen hinsichtlich der Frage, wie weit die Meinungsfreiheit von Beamten geht.

### Freispruch vom Vorwurf der Islamophobie
Krause gewann vor dem Verwaltungsgericht Gelsenkirchen im Juni 2013 gegen seine erste Suspendierung. Auch in der zweiten Instanz, dem Oberverwaltungsgericht NRW, bekam er im September 2013 Recht. Die Schulbehörde hatte die Suspendierung im Juni 2012 unter dem Verdacht ausgesprochen, dass Krauses öffentliche Äußerungen gegen dienst- und beamtenrechtliche Vorschriften verstoßen. Der Lehrer hatte zuvor in einer gefilmten und verbreiteten Rede kundgetan, dass er „mehr Angst vor Islamisten als vor Nazis“ habe und dass islamistische Eltern den Schulunterricht beeinflussen wollten.
Zur Unterstützung Krauses veröffentlichten religionskritische Wissenschaftler und Verbandsvertreter wie der Historiker Egon Flaig, der Neomarxist Hartmut Krauss und die Menschenrechtlerin Mina Ahadi einen Aufruf zur Solidarität und kritisierten die Suspendierung Krauses. Ihrer Meinung nach habe Krause „völlig zu Recht auf die Bedrohung und elementare Rechtsverletzung hingewiesen, die für Frauen und Schwule von orthodoxen und radikalen Kräften des Islam ausgeht“. Krause habe „niemals Muslime pauschal angegriffen, sondern sich ausdrücklich auf grund- und menschenrechtswidrig handelnde und gewalttätige Teile der Islamgläubigen bezogen und dabei immer zwischen dem Islam einerseits und konkreten Muslimen andererseits differenziert.“
Im Mai 2014 siegte Krause gerichtlich gegen eine Disziplinarverfügung in dieser Sache. Das Verwaltungsgericht Münster kam zu dem Schluss, dass Krauses Rede „nicht den Islam verurteilt oder angreift, sondern nur den Islamismus“. Dass er diese Äußerungen ausgerechnet bei einer Veranstaltung der rechtsextremen und verfassungsfeindlichen Partei Pro NRW getätigt hatte, war nach Überzeugung der Richter „spontan“ zustande gekommen. Anders als von der Presse dargestellt habe sich Krause noch in seiner Rede deutlich von verfassungsfeindlichen Tendenzen Pro NRWs distanziert.

### Behandlung von LGBT-Themen im Unterricht
Das Verwaltungsgericht Münster sprach Krause im Mai 2014 das Recht zu, im Unterricht schon ab der 5. Klasse Homosexualität in der von ihm praktizierten Weise zu thematisieren. Zudem erlaubten ihm die Richter, mit drastischen Ansprachen gegen homophobe Tendenzen bei Schülern vorzugehen und unter den vorgefundenen Voraussetzungen auch Drohungen gegen Erziehungsberechtigte auszusprechen. Krause hatte im Jahr 2012 der Mutter eines Fünftklässlers in einem Brief mit straf- und zivilrechtlichen Konsequenzen gedroht und ihr dabei wörtlich geschrieben: „Erziehungsberechtigte, welche schulische Bestrebungen gegen Homophobie torpedieren, sind mit ähnlicher Konsequenz zu sanktionieren wie Erziehungsberechtigte, die z. B. schulische Bestrebungen gegen Rassismus und Antisemitismus torpedieren.“ Die Schulbehörde hatte Krauses Verhalten als unangemessen „eskalierend“ gewertet und eine „Vermischung dienstlicher und privater Interessen“ gerügt. Das Gericht hingegen befand, dass Krauses Vorgehen eine angemessene Reaktion darauf gewesen sei, dass der Schüler im Unterricht Homosexuelle als „Perverse“ bezeichnet hatte.

### Freispruch vom Vorwurf der Volksverhetzung
Am 27. Januar 2015 äußerte Krause im WDR, dass er sich lieber mit IS-Terrorismus, Islamismus sowie Tierschutzthemen als mit Auschwitz beschäftige. Zudem sagte er als Veganer: „Alle 20 Minuten sterben sechs Millionen Tiere, das geht mir emotional viel näher!“ Diese Äußerungen führten erneut zu einer Suspendierung, doch auch hiergegen klagte Krause vor Gericht mit Erfolg. Nach einer Strafanzeige der Bezirksregierung wegen Volksverhetzung wurde Krause seitens der Staatsanwaltschaft Köln von diesem Vorwurf freigesprochen: Laut der Justizbehörde enthielten Krauses Äußerungen keine strafrechtliche Relativierung des Holocausts. Im Anschluss an dieses Urteil bekräftigte Krause gegenüber der Presse seine Haltung als Tierrechtler: Es gebe einen klaren Zusammenhang zwischen Gewalt an Tieren und Gewalt an Menschen, Fleischkonsum habe viel mit Verbrechen gegen die Menschlichkeit zu tun.

### Verbeamtung auf Lebenszeit
Einen weiteren gerichtlichen Erfolg erzielte Krause im November 2015, als das Verwaltungsgericht Gelsenkirchen das Land NRW dazu verpflichtete, ihn rückwirkend von August 2013 an zum Beamten auf Lebenszeit zu ernennen. Das Gericht bekräftigte, dass die von Krause getätigten Äußerungen von der grundgesetzlich geschützten Meinungsfreiheit gedeckt seien.

## Veröffentlichungen (Bücher)
- Beratung, Therapie oder doch bloß „Show“? Motivationen und Gratifikationen von Domian-Anrufern. vorgelegt von Daniel Krause. Universität Münster, Univ. Diss., 2006.
- Als Linker gegen Islamismus – Ein schwuler Lehrer zeigt Courage. HJB-Fakten Verlag, Radolfzell 2013, ISBN 978-3-937355-83-2.
- Allahs ungeliebte Kinder – Lesben und Schwule im Islam. Hintergrund-Verlag, Osnabrück 2014, ISBN 978-3-00-045533-9.